# Carolus dukei
Carolus dukei là một loài thực vật có hoa trong họ Malpighiaceae. Loài này được (Cuatrec. & Croat) W.R.Anderson mô tả khoa học đầu tiên năm 2006.